# Eunola
Eunola és una població dels Estats Units a l'estat d'Alabama. Segons el cens del 2000 tenia 182 habitants.

## Demografia
Segons el cens del 2000, Eunola tenia 182 habitants, 87 habitatges, i 56 famílies. La densitat de població era de 74,8 habitants/km².
Dels 87 habitatges en un 28,7% hi vivien nens de menys de 18 anys, en un 44,8% hi vivien parelles casades, en un 12,6% dones solteres, i en un 35,6% no eren unitats familiars. En el 34,5% dels habitatges hi vivien persones soles el 6,9% de les quals corresponia a persones de 65 anys o més que vivien soles. El nombre mitjà de persones vivint en cada habitatge era de 2,09 i el nombre mitjà de persones que vivien en cada família era de 2,66.
Per edats la població es repartia de la següent manera: un 20,9% tenia menys de 18 anys, un 9,9% entre 18 i 24, un 24,2% entre 25 i 44, un 30,8% de 45 a 60 i un 14,3% 65 anys o més.
L'edat mediana era de 43 anys. Per cada 100 dones hi havia 109,2 homes. Per cada 100 dones de 18 o més anys hi havia 97,3 homes.
La renda mediana per habitatge era de 26.250 $ i la renda mediana per família de 32.188 $. Els homes tenien una renda mediana de 25.000 $ mentre que les dones 16.250 $. La renda per capita de la població era de 15.120 $. Aproximadament el 10,2% de les famílies i el 14,6% de la població estaven per davall del llindar de pobresa.

## Poblacions properes
El següent diagrama mostra les poblacions més properes.